# Tambangan Tonga
Tambangan Tonga is een bestuurslaag in het regentschap Mandailing Natal van de provincie Noord-Sumatra, Indonesië. Tambangan Tonga telt 1191 inwoners (volkstelling 2010).